# Kinosternon hirtipes
Kinosternon hirtipes is een schildpad uit de familie modder- en muskusschildpadden (Kinosternidae). Er is nog geen Nederlandstalige naam voor deze soort.
Kinosternon hirtipes komt voor in delen van Noord-Amerika en leeft in Mexico en de Verenigde Staten. De soort werd voor het eerst wetenschappelijk beschreven door Johann Georg Wagler in 1983.
De schildpad bereikt een rugschild- of carapaxlengte tot ongeveer 18 centimeter. Het rugschild is bruin tot donkerbruin van kleur, het schild heeft vaak een kiel op de rug en jongere dieren hebben soms drie kielen, waarvan de buitenste twee snel vervagen. De huid van de poten en kop is grijs tot bruin gekleurd.

## Ondersoorten
Er worden zes ondersoorten erkend, die onder andere verschillen in verspreidingsgebied.
- Kinosternon hirtipes hirtipes
- Kinosternon hirtipes chapalaense
- Kinosternon hirtipes magdalense
- Kinosternon hirtipes megacephalum
- Kinosternon hirtipes murrayi
- Kinosternon hirtipes tarascense